# کینگزمن: محفل طلایی
کینگزمن: محفل طلایی (انگلیسی: Kingsman: The Golden Circle) فیلم کمدی اکشن جاسوسی سال ۲۰۱۷ به کارگردانی متیو وان و نویسندگی جین گولدمن و وان است. این فیلم که بر اساس کمیک سرویس مخفی اثر مارک میلار و دیو گیبونز ساخته شد، دومین قسمت از مجموعه‌فیلم کینگزمن و دنبالهٔ کینگزمن: سرویس مخفی (۲۰۱۴) است. گروه بازیگران متشکل از کالین فرث، تارون اجرتون، مارک استرانگ، ادوارد هولکروفت، هانا آلستروم و سوفی کوکسون بار دیگر نقش‌هایشان را ایفا می‌کنند و جولین مور، هلی بری، پدرو پاسکال، التون جان، چنینگ تیتوم و جف بریجز بازیگران جدید فیلم هستند. این فیلم دربارهٔ اعضای کینگزمن است که پس از فلج شدن سازمانشان و گروگان گرفتن جهان توسط پاپی آدامز و کارتل مواد مخدرش، یعنی «محفل طلایی»، باید با همتای آمریکایی خود، استیتمن، متحد شوند.
کینگزمن: محفل طلایی در ۱۸ سپتامبر ۲۰۱۷ در لندن به نمایش درآمد و در ۲۰ سپتامبر ۲۰۱۷ در بریتانیا به صورت سه بعدی و دو بعدی و در ایالات متحده در ۲۲ سپتامبر ۲۰۱۷ از طریق آی‌مکس توسط کمپانی فاکس قرن بیستم اکران شد. این فیلم ۴۱۰ میلیون دلار در سراسر جهان در مقابل بودجه ۱۰۴ میلیون دلاری به دست آورد و نقدهای متفاوتی از منتقدان دریافت کرد، زمان فیلم که برای شخصیت‌های جدید و اکشن‌ها طولانی شد، واکنش‌های متفاوتی را به همراه داشت، اگرچه بازیگری و طنز مورد ستایش قرار گرفتند.
پیش‌درآمدی به نام کینگزمن در ۲۲ دسامبر ۲۰۲۱ در ایالات متحده اکران شد. دنبالهٔ این فیلم برای اکران در سال ۲۰۲۳ برنامه‌ریزی شده‌است.

## خلاصه داستان
اِگزی و مرلین عازم ایالات متحده می‌شوند تا با «استیتزمن» متحد شوند، زیرا ستاد کینگزمن توسط مغز متفکری به نام «پاپی» از بین رفته و نابود شده‌است.

## بازیگران
- تارون اگرتون در نقش گری «اگزی» آنوین
- جولین مور در نقش پاپی، تبهکار اصلی
- هالی بری در نقش جینجر، یکی از مأمورین استیتزمن
- مارک استرانگ در نقش مرلین
- کالین فرث در نقش هری هارت
- سوفی کوکسون در نقش راکسَن «راکسی» مورتون
- پدرو پاسکال در نقش جک دنیلز
- چنینگ تیتوم
- التون جان
- جف بریجز
- ادوارد هولکرافت در نقش چارلز «چارلی» هسکث
- گرانت گیلسپی

## فیلمبرداری
فیلم‌برداری اصلی این فیلم در تاریخ ۱۵ مه ۲۰۱۶ در بیرمنگام آغاز شد.

## انتشار
کینگزمن: محفل طلایی در ۲۰ سپتامبر ۲۰۱۷ در بریتانیا و در ۲۲ سپتامبر در ایالات متحده توسط کمپانی فاکس قرن بیستم اکران شد.
این فیلم نسبت به فیلم قبلی خود، کینگزمن: سرویس مخفی واکنش‌های مثبت کمتری از منتقدان و مخاطبان دریافت کرد.